# Geografie Sovětského svazu

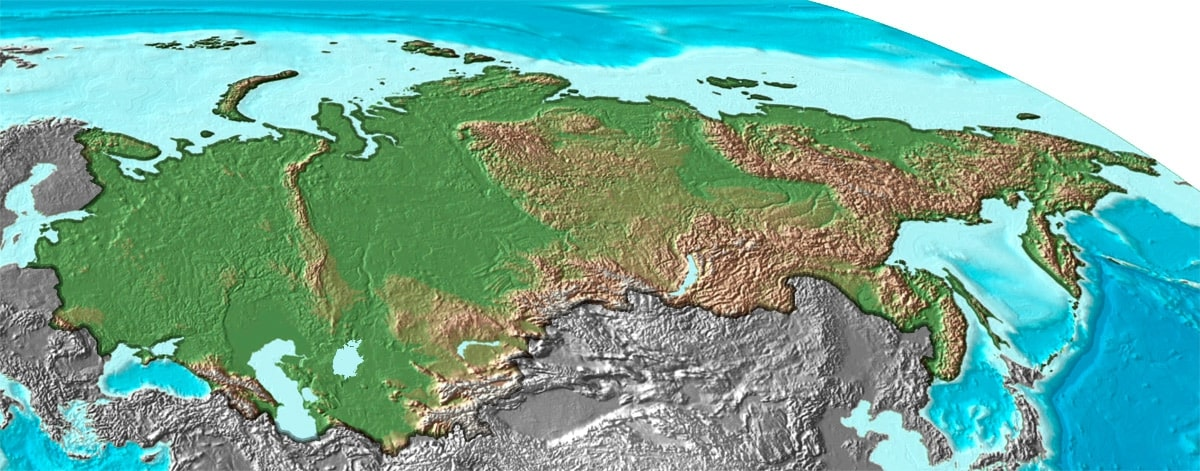
Fyzická mapa SSSR

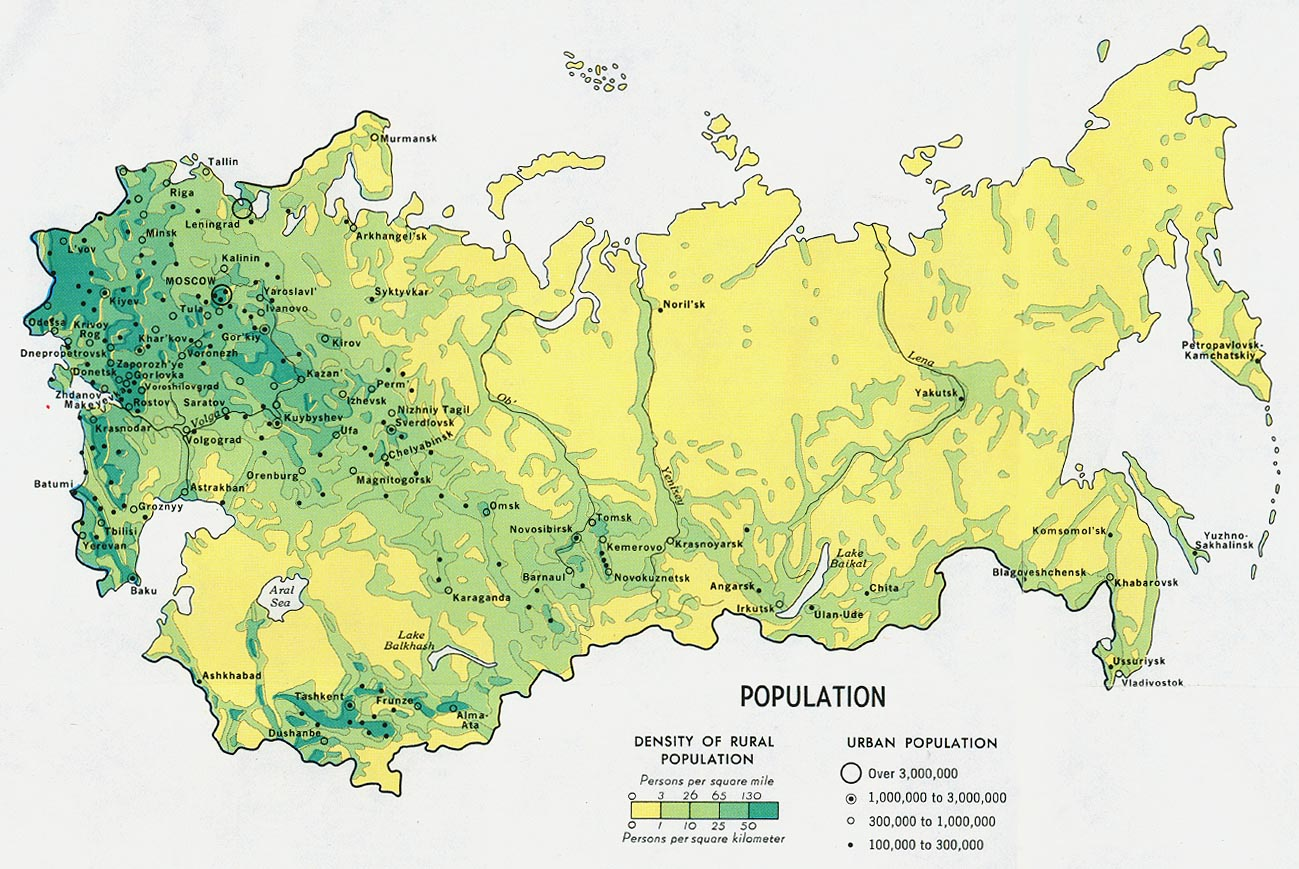
Hustota zalidnění v roce 1974

Území SSSR představovalo kompaktní, velmi slabě rozčleněný pevninský blok rozkládající se od Baltského moře na západě po Tichý oceán na východě, který je více než 10 000 km vzdálený a ze severu na jih od severní ledového oceánu po pohoří Střední Asie, což je více než 4 500 km. 
Z celkové rozlohy 22,4 mil km² připadalo na evropskou část 5,6 mil. km², na asijskou část 16,8 mil km². Ostrovy a poloostrovy zabíraly 1,3 mil. km². Území SSSR se rozprostíralo v 11 časových pásmech. S obrovskou rozlohou byla spjata i velká rozmanitost přírodních podmínek i nesmírné nerostné bohatství. Celková délka hranic byla kolem 60 000 km. SSSR přímo hraničil s 12 státy. Na západě sousedilo s Norskem, Finskem, Polskem, ČSSR, Maďarskem a Rumunskem. Na jihu hraničil s Tureckem, Íránem a Afghánistánem. Na východě s Čínou, Mongolskem a Severní Koreou. Větší část hranic s těmito zeměmi byla přirozeného charakteru, tvořily je pohoří resp. řeky. Na východě byl SSSR Ochotským mořem oddělen od Japonska a Beringovým průlivem od USA. Nejdelší hranici měl SSSR s ČLR 8000 km a Mongolskem 4000 km, nejkratší s KLDR 16 km a ČSSR 98 km. Poledníky přecházející na západě Rybářským poloostrovem a na východě Ratmanovovým ostrovem k Severnímu pólu ohraničují sovětský sektor Arktidy.

## Krajní body
- sever - mys Fligeli na Rudolfově ostrově (země Františka Josefa), (81° 51' sev. Šířky), resp. na pevnině Čeljuskinův mys na poloostrově Tajmyr (77° 43' severní. zem. šířky);
- jih - jižně od města Kuška v Turkmeniské SSR (35° 08' severní. zem. šířky); na západě - Kurská kosa v Kaliningradské oblasti (19° 33' vých. zem. délky);
- východ - Ratmanovův ostrov v Beringově průlivu (169° 02' záp. zem. délky), resp. na pevnině Děžňovův mys na Čukotském poloostrově (169° 40' záp. zem. délky).

## Příroda a povrch

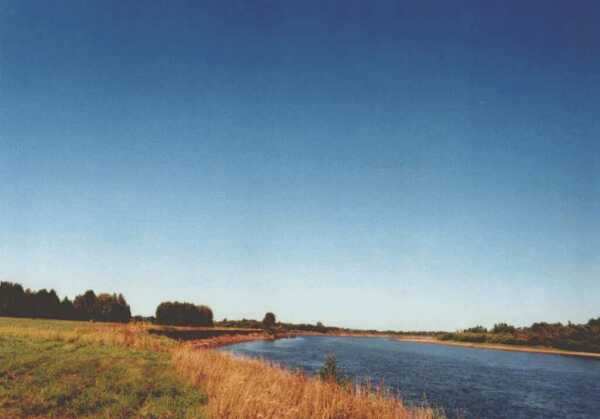
Řeka přibližně 200 km severovýchodně od Tomska

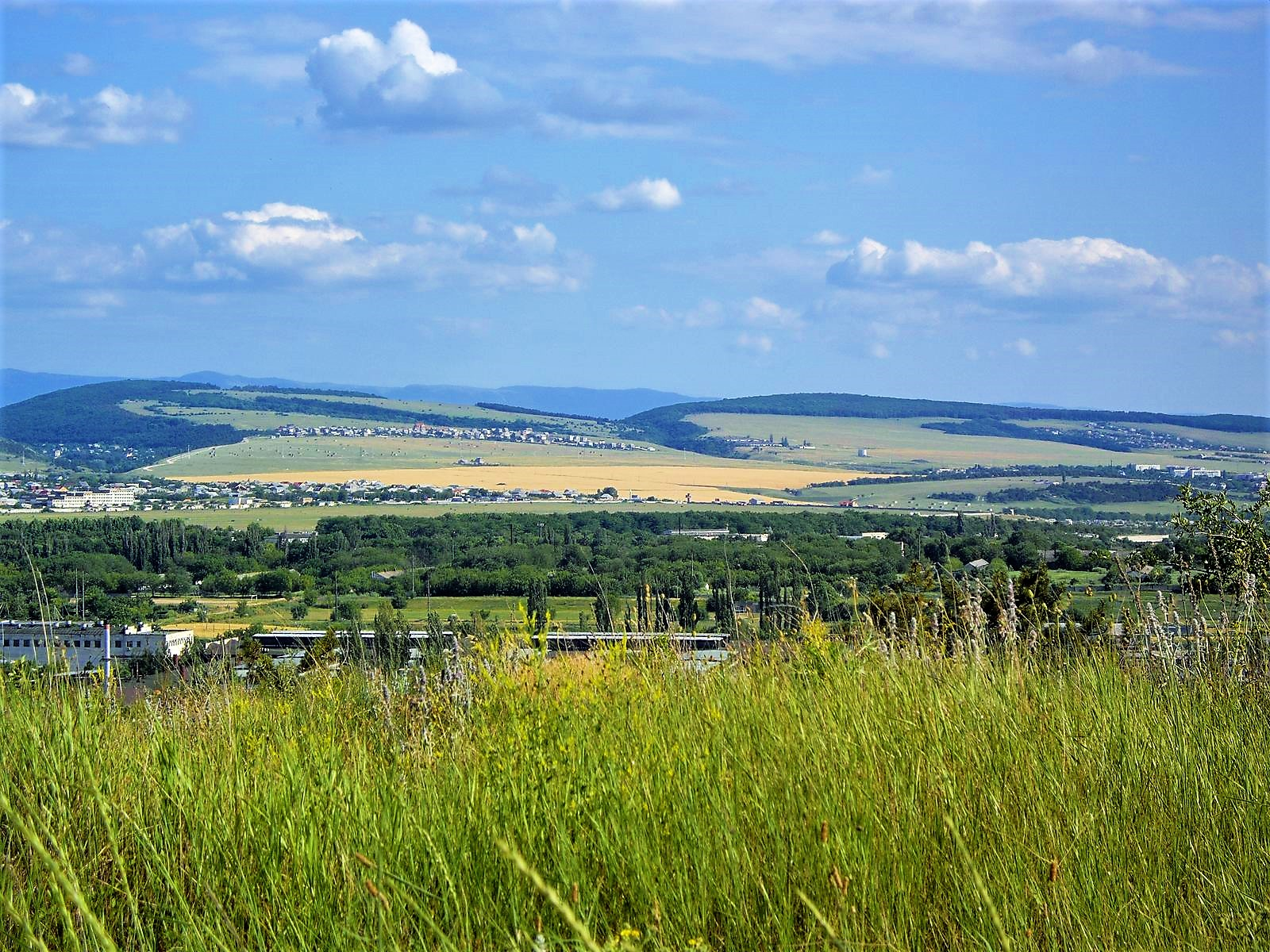
Krymské hory

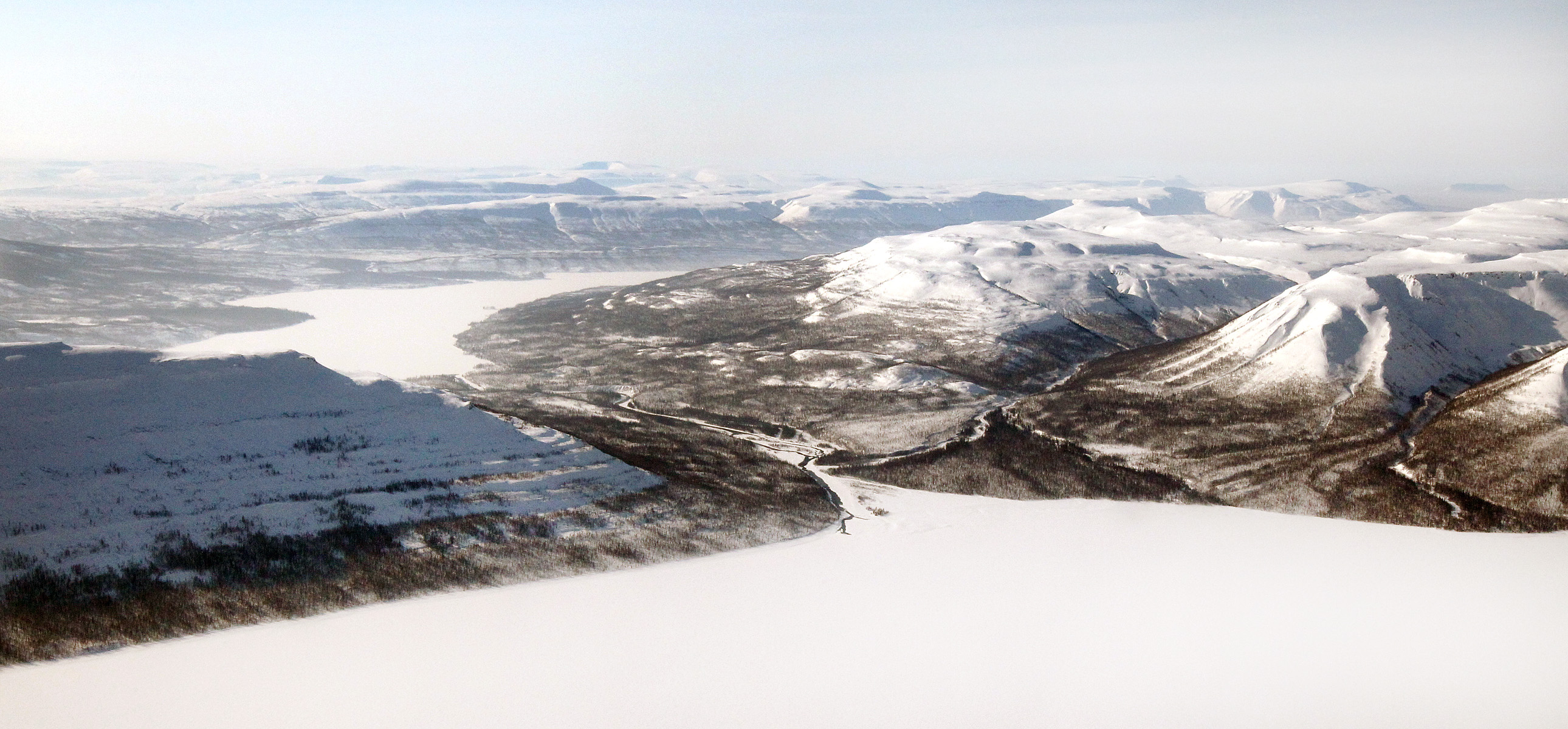
Plato Putorana

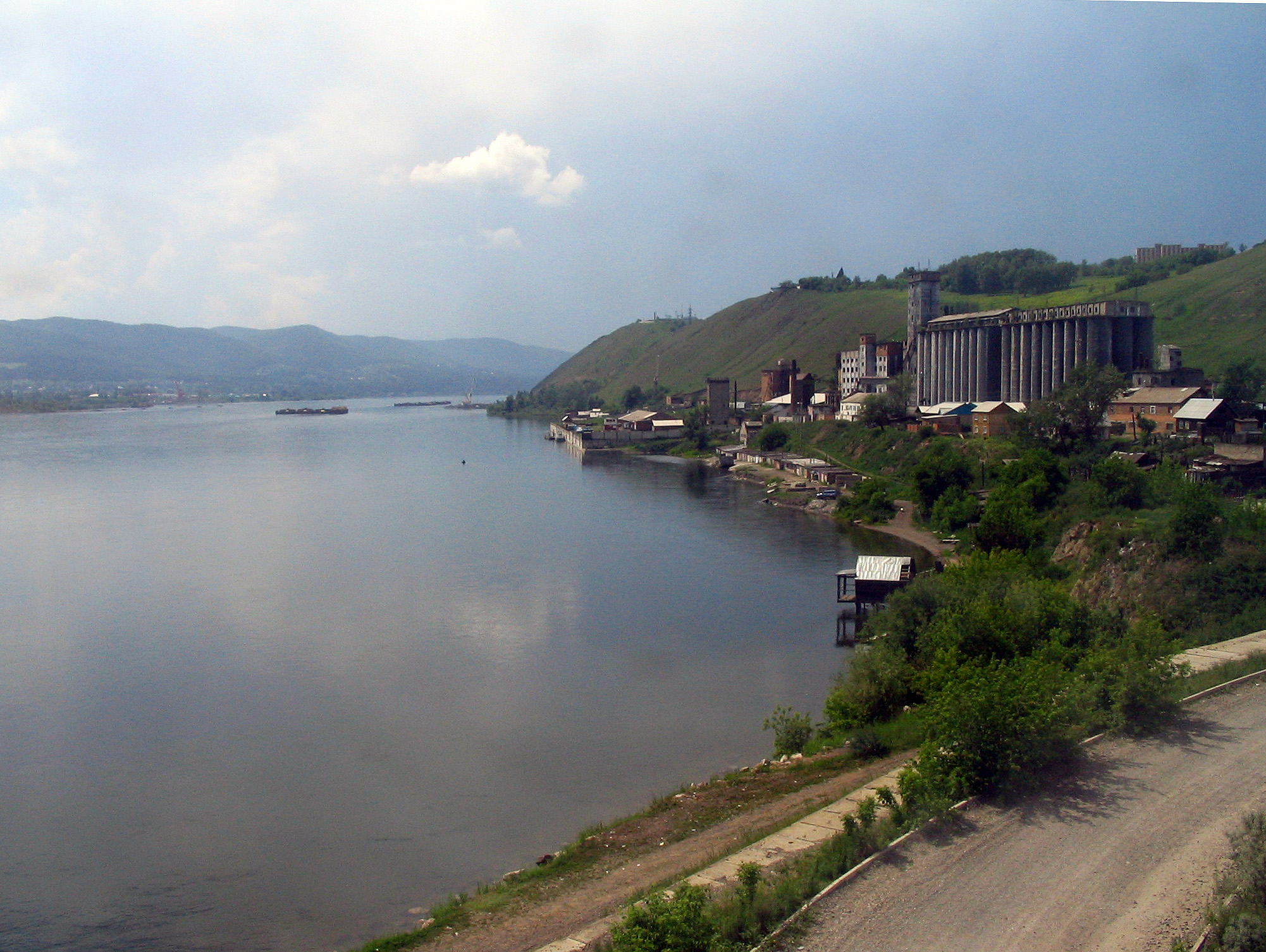
Jenisej v Krasnojarsku

Základní osobitostí povrchu SSSR byla převaha rovinných útvarů na západě a severu a pohoří na jihu a na východě SSSR.
Rovinná část SSSR se rozprostírala od Baltského moře po řeku Jenisej a od Severního ledového oceánu po pohoří Střední Asie. Skládala se ze tří zvláštních útvarů - Východoevropské roviny, Západosibiřské nížiny a Turanská nížina. Rozlohou největší a povrchově pestrá je Východoevropská rovina (přes 4 mil. km²) zabírající většinu evropské části SSSR. Střídají se na ní nevysoké (300 - 400 mnm) pahorkatiny a vrchoviny (Středoruská vysočina, Volyňsko-podolská vysočina aj.) S nížinami (Dněperská, Ocko-Donská, Kaspická).
Pahorkatiny a vrchoviny se obvykle vážou na vyzvednuté kry predkambrické platformy nebo jsou zbytky obrovských koncových morén kontinentálního ledovce (Valdajská vrchovina), zatímco nížiny jsou místy poklesů. Reliéf severozápadní části roviny byl modelován ledovcem, nacházejí se tam četné morény, jezera, bažinné a písčité periglaciální nížiny (Meščerská, Polesí). Jižní část nížiny modelovala říční eroze. Širokými dolinami řek, erozními rýhami (ovaragy) jsou rozbrázdené zejména vyvýšeniny, pokryté stejně jako nížiny spraší. Kaspická nížina leží značnou částí pod hladinou oceánu a v důsledku velké suchosti ji pokrývají písky, slaná jezera a slaniska. Nejvyšší částí Východoevropské nížiny je kolsko-karelská oblast (nejvyšší vrch Chibiny 1 191 m), která tvoří výstup predkambrické platformy velmi příznačné zaledněním. Úzké a přes 2000 km dlouhé pohoří Ural, táhnoucí se v poledníkového směru, odděluje Východoevropskou nížinu od Západosibiřské nížiny. Pohoří Ural je nevysoké (nejv. Vrch Narodnaja {1 895 m), tvoří ho řada paralelních hřbetů. Je bohaté na nerosty. Západosibiřská rovina (2,6 mil km²) tvoří téměř ideální rovinu s malými výškovými rozdíly (100 - 140mnm uprostřed, 200 m na okrajích). Spád řeky Ob od Novosibirska po ústí (na 3 000 km toku) je pouze 90 m. Hlavním prvkem Západosibiřské nížiny jsou ploché, velmi široké a slabě drénované, a proto zamokřené močálové rozvodí.
Druhým reliéfním prvkem jsou široké, dobře zformované, a proto i odvodňované doliny řek využívány i zemědělstvím. Jižně od Západosibiřské nížiny se rozkládá stará, na nerostné suroviny bohatá, velmi rozrušená Kazašská plošina. Turanská nížina leží v polopoušti a poušti. Suché a horké podnebí zde podmínilo vznik eolitických forem reliéfu (přesypy) v nižších částech nížiny, které tvoří pouště Karakum, Kyzylkum a jiné okrajové části tvoří zejména větrnou erozí poznamenané nevysoké plošiny (Usťurt, Turgajské plošina) s četnými svědeckými vrchy. Horskou obrubu Východoevropské nížiny z jihu tvoří tři od sebe oddělená pohoří alpínského věku - Karpaty, Krymské hory a Kavkaz. Ukrajinské Karpaty (nejvyšší vrch Hoverla 2061 m) jsou nevysoké, flysovými vrstvami budované a snadno průchodné pohoří, pro které jsou typické široké a odlesněné hřbety (poloniny) spadající do dolin strmými zalesněnými svahy. Mezi Sevastopolem a Feodosijí na jihu poloostrova Krym se táhnou Krymské hory (nejv. Vrch Roman-Koš 1 545 m) tvořené většinou vápenci a tvořící tři od sebe oddělené, mírně na sever a strmě na jih spadající hřbety. Obdobou Poloniny jsou zde jajly. Tvoří je nakloněné a značně skrasovatělé vrcholové plošiny.
Oblast Kavkazu se rozprostírá mezi Černým a Kaspickým mořem a tvoří ji čtyři části: nížinné a archaické Severního Kavkazu (Kubánská a Těrecko-kumská nížina, Stavropolská plošina); pohoří Velký Kavkaz, jedno z nejkrásnějších pohoří SSSR (nejv. vrch Elbrus 5642 m); depresi Zakavkazska tvoří dvě nížiny (Rionská, Kursko-arakská); za depresí se zvedají pohoří Malého Kavkazu uzavírající sopečnou Arménskou vysočinu. Za Kaspickým mořem začínají pohoří Střední Asie pustatinným pohořím Kopet Dag (nejv. Reza 2942 m). Jeho pokračováním jsou dvě nejvyšší pohoří SSSR, Pamír s nejvyšším bodem SSSR ( štítem Komunismu 7 495 m) a Ťan-šan (nejv. Vrch štít vítězství 7 439 m). Pohoří Pamír je vysoce vyzdvižen horský uzel s alpinským reliéfem a četnými ledovci. Ťan-šan je pohoří vrásová-zlomové struktury, rozčleněné zlomy na několik hřbetů se zarovnanými plošinami (Syrta), mezi nimiž leží hluboké kotliny (ferganská , Issykkulská). Severně od Ťan-šanu se rozkládají dvě horské kry (Džungarský Alatau, Tarbagataj) a pohoří Altaj (nejv. Bělucha 4506 m) s parovinným reliéfem ve středních výškách as alpinským reliéfem v nejvyšší dodnes zaledněné části. Výběžkem Altaje na severu je Kuzněcký Alatau a Salairský masiv, který uzavírají Kuzněckou kotlinu bohatou na uhlí. Východním pokračováním Altaje je přes 3000 m vysoké pohoří Sajany.
Mezi řekami Jenisej a Lena se rozprostírá Středosibiřská plošina (500 - 700 mnm) s lávovými pokerových (trapy). Plošina je rozříznutá hlubokými dolinami řek s četnými vodopády a prahy, na severu strmě spadá do Středosibiřská nížiny bohaté na jezera. Pohoří v Pribajkalsku a Zabajkalí tvoří nevysoké a ploché horské hřbety severovýchodního a jihozápadního směru odděleny podélnými zlomovými sníženiny. Jednou z nich je příkopová propadlina jezera Bajkal, které je nejhlubším jezerem světa (1620 m). Východně od řeky Lena se rozkládá horská oblast severovýchodní Sibiře s více pohořími obloukovitého tvaru (Stanové pohoří, Verchojanské pohoří a čerkeský hřbet, kolymské vrchy a jiné), které obklopují náhorní plošiny (Ojmjakonská a jiné). Nejvyšší pohoří Sibiře a Dálného východu je na poloostrově Kamčatka. (Sopka Ključevskaja 4750 m). Na Kamčatce a Kurilských ostrovech je do 40 činných sopek. Jižní část Dálného východu vyplňují pohoří Sichote-Aliň a Burejský hřbet, oddělené nížinou u řeky Amur.

## Podnebí
Podnebí bylo pro obrovskou rozlohu SSSR velmi pestré. Rozhodující vliv na podnebí oblastí má geografická šířka, poloha vzhledem na centra atmosférické činnosti, převládající proudění vzduchu a reliéf. SSSR se v zásadě rozkládal ve třech klimatických pásmech – arktickém, mírném a subtropickém. Vznik těchto pásem závisí zejména na množství přijímaného slunečního záření, které je v jednotlivých zeměpisných šířkách rozdílné. Na pobřeží Severního ledového oceánu je záření v průměru za rok 60 kcal na cm², v jižních oblastech SSSR dosahuje až 160 kcal na cm². Centra atmosférické činnosti jsou zásadně odlišně rozděleny v zimě a v létě. V zimě po silném ochlazení vzniká např. nad Mongolskem a východní Sibiří oblast vysokého tlaku vzduchu, jehož výběžek zasahuje směrem na západ až nad Ukrajinu (přibližně 50° severní šířky). Tlaková výš ochlazuje větší část území SSSR a vyvolává studené východní proudění jižně od výběžku vysokého tlaku vzduchu. Podnebí SSSR ovlivňuje i Azorská tlaková výše a Islandská tlaková níže nad Islandem. Severně od výběžku vysokého tlaku vzduchu převažuje západní proudění od Atlantského oceánu, přinášející sněhové srážky. Podnebí severozápadní části SSSR podmiňoval Golfský proud. V létě se nad přehřátým euroasijský kontinentem utváří oblast nízkého tlaku vzduchu nad Íránem a Střední Asií. Od ní se rozšiřují na sever a na západ suché a horké vzdušné masy. Nad Atlantikem mohutní Azorské tlaková výše, posouvá se na sever a ovlivňovala klima téměř celého území SSSR. V létě téměř nad celou oblastí SSSR převládaly západní a ve střední Asii severní větry. Na pobřežích Severního ledového oceánu se větry měnily dvakrát ročně. Větry dují z oceánu na pevninu a v zimě naopak. Nad jižní částí Dálného východu letní větry z Tichého oceánu přinášejí mnoho vláhy (monzun). Vlivem reliéfu mají zejména pohoří odlišné podnebí jako okolní rovinné území. Zatímco pobřeží na Dálném východě omezují vliv Tichého oceánu na úzký pobřežní pás, rovinný reliéf na západě a severu umožňuje západnímu proudění pronikat až do východní Sibiře a chladným vzduchovým hmotám často zasahovat hluboko na jih, zejména v přechodných obdobích.
V zimě mělo celé území SSSR kromě jižního Krymu, Zakavkazska a jihu Střední Asie teploty pod bodem mrazu. Na průběh izoterem má velký vliv teplý Golfský proud. Např. izotermy průměrné lednové teploty −10 °C probíhá přes Murmansk, Kalugu, Volgograd, a Kzyl-Ordu, tedy má téměř poledníkového směr. Izotermy lednových teplot −35 °C a nižší tvoří nad Sibiří uzavřené kruhy. Extrémně nízké teploty také v důsledku inverze jsou v uzavřených kotlinách severovýchodní Sibiře, kde leží takzvaný pól chladu (oblast Verchojansku a Ojmjakonu). Teplota zde klesá až na −70 °C. Zejména zimní teploty poukazují na převažující kontinentální charakter podnebí na území SSSR.

## Životní prostředí

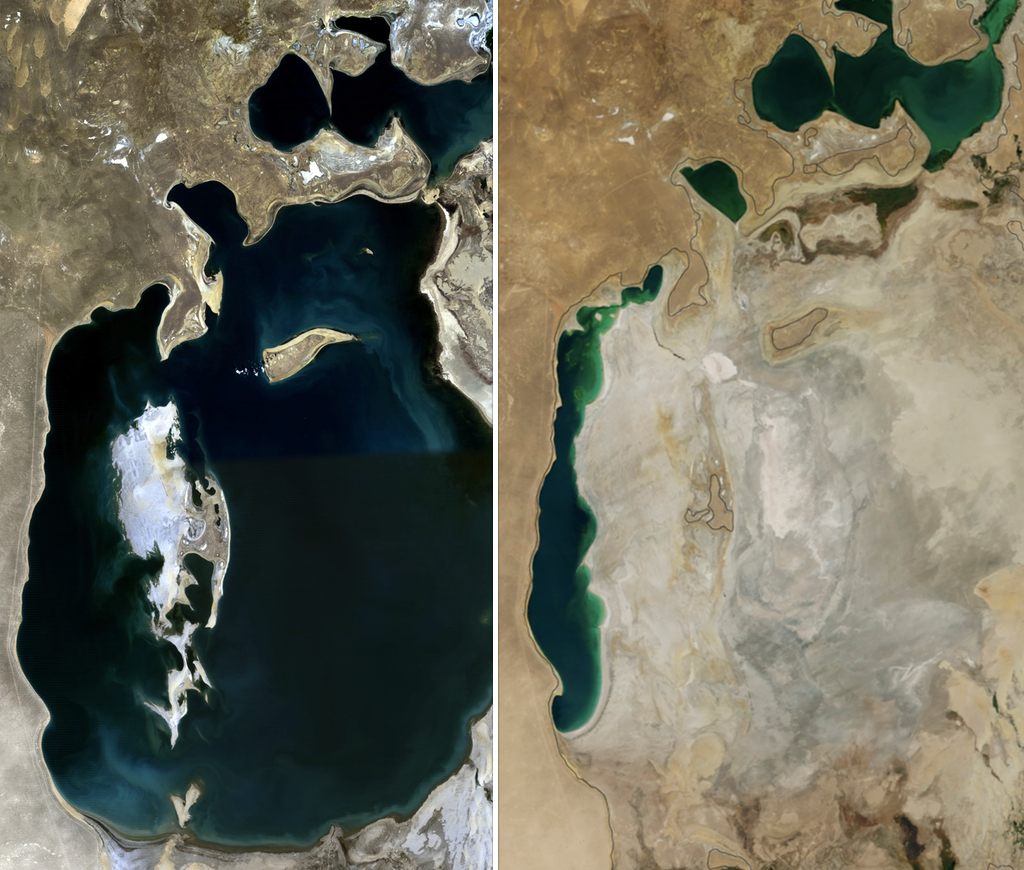
Jeden z mnoha dopadů přístupu k životnímu prostředí v SSSR - Aralské jezero, stav v roce 1989 a 2014

Sovětský svaz přeměnil, často radikálně, fyzicky životní prostředí. V sedmdesátých a osmdesátých letech začali sovětští občané, od nejvyšších úředníků po obyčejné továrním dělníky a zemědělce, zkoumat negativní aspekty této transformace a vyzývali k obezřetnějšímu využívání přírodních zdrojů a k většímu zájmu o ochranu životního prostředí.